# Frank Stallone
Frank P. Stallone, Jr. (Nueva York; 30 de julio de 1950) es un actor, cantante, guitarrista y compositor estadounidense, hermano menor del actor Sylvester Stallone.

## Biografía
Nació en la ciudad de Nueva York, Estados Unidos. Es hermano menor de Sylvester Stallone e hijo de Jacqueline "Jackie" Stallone (nacida Labofish) y Francesco "Frank Sr." Stallone.

## Carrera
Stallone ha trabajado como cantante en American Big, una banda de jazz tradicional y música popular, en un estilo vocal que recuerda a su ídolo Frank Sinatra. Solía viajar con su propia orquesta bajo la dirección de Paul Vesco, y también trabajó con directores como Sammy Nestico y Billy May. Stallone ha lanzado una serie de álbumes, incluyendo Day In Day Out con Sammy Nestico (1991; registro A1: FSTCD1) y "Close Your Eyes" con Billy May (1996).
Stallone escribió y ejecutó la canción "Far from Over" para la película de 1983 Staying Alive. La canción fue lanzada a mediados de abril de 1983 y alcanzó la posición #10 en el Billboard Hot 100, convirtiéndose en su único gran éxito pop. También fue nominada para el Globo como Mejor Canción Original de una Película, y su álbum, para los Premios Grammy por Mejor Álbum de Banda Sonora Original escrito para película o televisión.
Luego continuó su trabajo con un álbum homónimo con una versión ligeramente remezclada y abreviada de "Far From Over", así como la canción "Darlin", que alcanzó el puesto #81 en el Billboard Hot 100 en 1984.
Stallone fue también un boxeador amateur y trabajó como consultor de boxeo en la serie de televisión de la NBC The Contender, en 2005. Frank Stallone ha aparecido en el programa radial de Howard Stern. Durante una aparición en el show de Stern, Frank Stallone participó en un combate de boxeo con el reportero de televisión Geraldo Rivera; Frank Stallone ganó la pelea.
En 2007, apareció como él mismo en la película Fred Claus.
Stallone participó como contendiente en el Campeonato Celebrity Wrestling de Hulk Hogan, un reality de competencia en el canal CMT, el cual sigue a 10 artistas buscando ganar el título Celebrity Championship Wrestling, sin embargo, solo participó en dos episodios antes de ser eliminado.
A finales de 2009, participó en el elenco de Los videos más idiotas del mundo (en inglés, truTV Presents: World's Dumbest), programa del canal truTV.

## Discografía
- Frank Stallone (1984)
- Day in Day Out (1991)
- Close Your Eyes (1993)
- Soft and Low (1999)
- Full Circle (2000)
- Frankie and Billy (2002)
- Stallone on Stallone – By Request (2002)
- In Love In Vain (2003)
- Songs from the Saddle (2005)
- Let Me Be Frank With You (2010)

## Sencillos
- 1980 - "Case of You"
- 1983 - "Far from Over" (#10 Billboard Hot 100)
- 1983 - "Moody Girl"
- 1983 - I'm Never Gonna Give You Up" (dueto con Cynthia Rhodes) - Staying Alive
- 1984 - "Darlin'"
- 1985 - "If We Ever Get Back"

## Filmografía

### Cine y televisión
- Transformers: Robots in Disguise (2015) .... Thunderhoof (voz)
- Reach Me (2014) .... Ben
- Night Claws (2012) .... Testi
- Z Rock (2009)
- Tim and Eric Awesome Show, Great Job! (2009)
- Fred Claus (2007)
- Rocky Balboa (2006)
- Taken by Force (2006) .... Schultz
- Angels with Angles (2005) .... Elvis Presley
- Hitters (2002) .... Spilotri
- Get Carter (2000) (cameo)
- Doublecross On Costa's Island (1997) .... Marty Moretti
- The Good Life (1997)
- Ground Rules (1997)
- Strange Wilderness (1997) .... Old Man
- Total Force (1997) .... Jack O'Hara
- Billy Lone Bear (1996)
- The Garbage Man (1996)
- Public Enemies (1996) .... Alvin Karpis
- Lethal Cowboy (1995) .... Frank
- Taken Alive (1995) .... Marty Moretti
- Tombstone (1993) .... Ed Bailey
- Return of the Roller Blade Seven (1993) .... Black Knight
- The Legend of the Rollerblade Seven (1992) .... The Black Knight
- El gran halcón (1991) .... César Mario
- The Roller Blade Seven (1991) .... Black Knight
- Terror in Beverly Hills (1991) .... Hack Stone
- Lethal Games (1990) .... Mac Richards
- Masque of the Red Death (1990) .... Duke
- Ten Little Indians (1989) .... Capitán Philip Lombard
- Easy Kill (1989) .... Frank Davies/Alex Anderson
- Order of the Eagle (1989) .... Quill
- Prime Suspect (1989) .... Gene Chambers
- Miami Vice (1988) ... Billy
- Heart of Midnight (1988) .... Ledray
- Killing Blue (1988) .... Jack Miskowski
- Crossing the Mob (1988) (TV) .... Anthony D'Amato
- Fear (1988) ... Armitage
- Take Two (1988) ... Ted
- Barfly  (1987) .... Eddie
- Outlaw Force (1987) ... Grady Purella
- The Pink Chiquitas (1987) ... Tony Mareda Jr.
- Savage Harbor (1987) ... Joe
- W.A.R. Women Against Rape (1987) ... Walter Taggert
- The Road to Freedom: L. Ron Hubbard and Friends
- Rambo: First Blood Part II (1985)
- Staying Alive (1983)
- Hotline (1982)
- Rocky III (1982)
- Rocky II (1979)
- Paradise Alley (1978)
- Rocky (1976)